# Croton seretii
Croton seretii är en törelväxtart som beskrevs av François Marie Camille Vermoesen och De Wild.. Croton seretii ingår i släktet Croton och familjen törelväxter. Inga underarter finns listade i Catalogue of Life.